# À l'abri de la tempête
Pour plus de détails, voir Fiche technique et Distribution.
À l'abri de la tempête est un film français réalisé par Camille Brottes et sorti en 2014.

## Fiche technique
- Titre : À l'abri de la tempête
- Réalisation : Camille Brottes Beaulieu
- Scénario : Camille Brottes et Marcel Beaulieu
- Photographie : Guillaume Deffontaines
- Décors : Christine Amara
- Costumes : Christine Brottes
- Son : Philippe Grivel
- Montage : Thomas Glaser
- Musique : Éric Le Lann
- Production : Noodles Production - Vagabonds Films
- Pays d'origine :  France
- Durée : 77 minutes
- Date de sortie : France - mars 2014[1]

## Distribution
- Judith Magre
- Maria de Medeiros
- Jean-Claude Leguay
- Vincent Deniard

## Sélections
- Festival international de films de femmes de Créteil 2014[2]